# Liste von Persönlichkeiten der Stadt Weimar
In dieser Liste sind Persönlichkeiten erfasst, deren Leben eng mit der Stadt Weimar verbunden ist oder die dort tätig waren.

## Ehrenbürger der Stadt Weimar

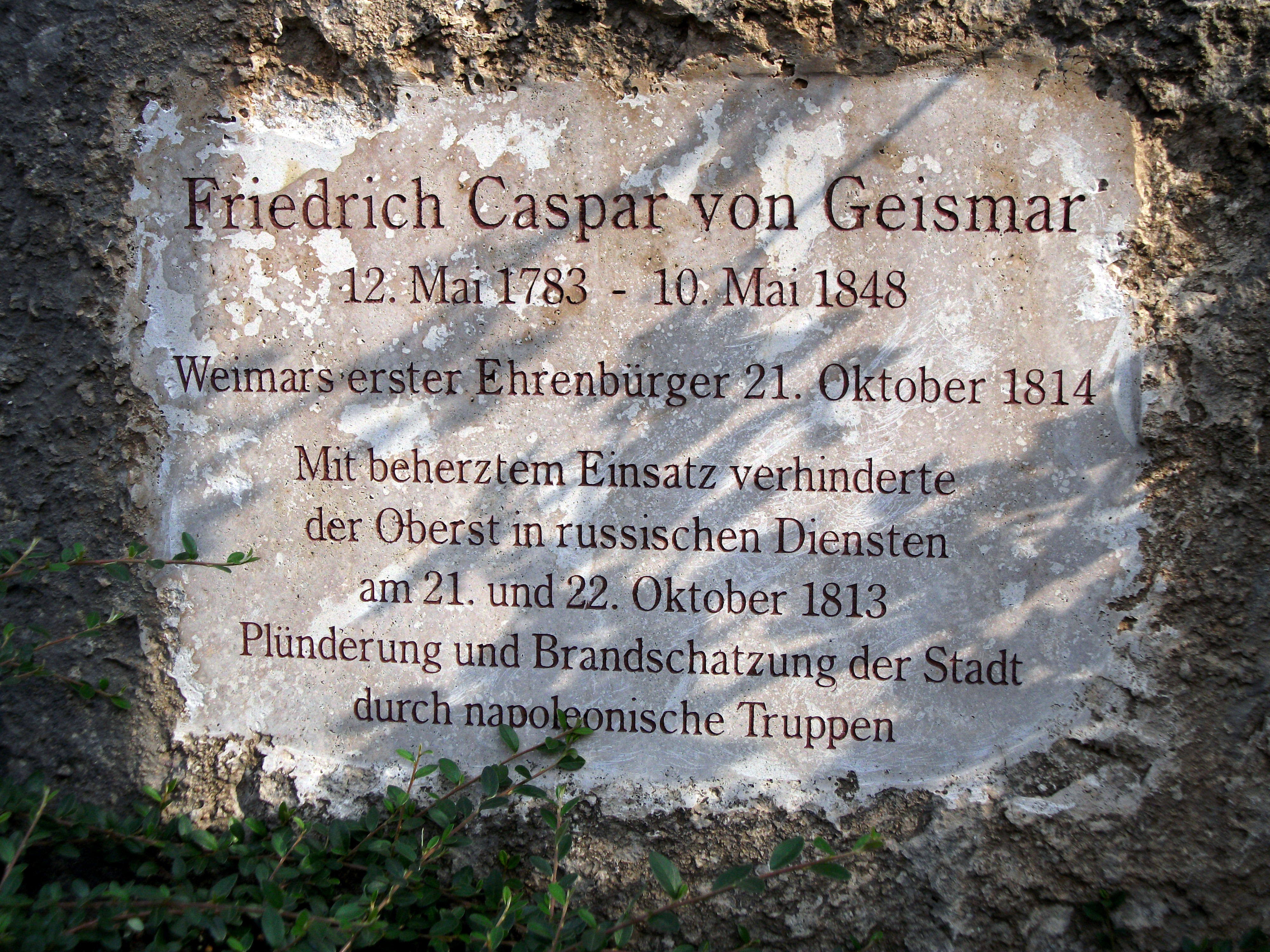
Gedenkstein in Weimar für Friedrich Caspar von Geismar, Weimars ersten Ehrenbürger

Seit 1814 hat Weimar die Ehrenbürgerschaft an folgende für die Stadt verdienstvolle Persönlichkeiten verliehen (Stand: November 2013; ohne Aberkennungen):
1814: Friedrich Caspar von Geismar; 1824: Johannes Daniel Falk; 1825: Julius August Walther Goethe; 1839: Karl Wilhelm von Fritsch; 1842: Johann Gottfried Zunkel; 1848: Karl Friedrich Horn; 1857: James Patrick von Parry; 1857: Ludwig Schaller; 1857: Ernst Rietschel; 1857: Hanns Gasser; 1857: Ferdinand von Miller; 1860: Franz Liszt; 1865: Karl August Schwerdgeburth; 1866: Wilhelm Bock; 1867: Gottlob Töpfer; 1868: Christian Bernhard von Watzdorf; 1869: Friedrich Preller; 1874: Hugo Fries; 1875: Adolf von Donndorf; 1876: Gustav Thon; 1878: Robert Härtel; 1902: Bruno Schwabe; 1910: Louis Döllstädt; 1917: Wilhelm Heller; 1917: Paul von Hindenburg; 1925: Richard Strauss; 1926: Eduard Scheidemantel; 1930: Martin Donndorf; 1937: Walther Felix Mueller; 1944: Anton Kippenberg; 1944: Paul Schultze-Naumburg; 1946: Rudolf Paul; 1949: Thomas Mann; 1949: Heinrich Lilienfein; 1952: August Frölich; 1953: Hermann Abendroth; 1958: Henry Manhès; 1959: Louis Fürnberg; 1961: Bruno Apitz; 1965: Iwan Kolesnitschenko; 1973: Luitpold Steidle; 1979: Walter Bartel; 1991: Erich Kranz; 1994: Jutta Hecker; 1998: Hans Eberhardt; 2007: Helmut Schröer; 2009: Bertrand Herz; 2011: Ottomar Rothmann;, 2020: Eva Fahidi-Pusztai, 2021: Naftali Fürst, 2021: Günter Pappenheim, 2022: Jacques Bloch, Armand Bulwa, Robert Galafrio, Jacques Moalic, Raymond Renaud und Raymond Touraud (alle Buchenwald-Überlebende).

## Alphabetische Namens-Übersicht
Die folgende Auflistung von Persönlichkeiten, die mit ihrem Leben und/oder Werk zumindest zeitweise im direkten Zusammenhang mit der Stadt Weimar stehen, erhebt keinen Anspruch auf Vollständigkeit.
- Ernst Christian Wilhelm Ackermann (1791–1835), Politiker und Schriftsteller
- Alfred Ahner (1890–1973), Maler und Zeichner
- Sascha Anderson (* 1953), Schriftsteller und ehemaliger Mitarbeiter des Ministeriums für Staatssicherheit der DDR
- Emil Anhalt (1816–1896), Sprachlehrer und Schriftsteller
- Anna Amalia (1739–1807), Herzogin
- Günter Apel (1927–2007), Gewerkschafter und Politiker
- Hermann Apelt (1876–1960), Jurist, Politiker (DVP, BDV/FDP) und Senator in Bremen
- Gertrud Arper (1894–1968), Raumgestalterin und Möbeldesignerin
- Augusta (1811–1890), deutsche Kaiserin und Königin von Preußen
- Carl August (1757–1828), Großherzog
- Johannes Aurifaber (≈1519–1575), Theologe, Reformator
- Josef Albers (1888–1976), Maler
- Carl Alexander (1818–1901), Großherzog
- Bruno Apitz (1900–1979), Schriftsteller
- Hendrik Arnst (1950–2024), Schauspieler
- Hans Arp (1886–1966), deutsch-französischer Maler, Bildhauer und Lyriker des Dadaismus und Surrealismus (studierte auch in Weimar)
- Narek Avetisyan (* 1987), armenisch-deutscher Politiker

### B
- Carl Philipp Emanuel Bach (1714–1788), Komponist, Cembalist
- Johann Gottfried Bernhard Bach (1715–1739), Organist
- Johann Sebastian Bach (1685–1750), Komponist, Organist, Kapellmeister
- Wilhelm Friedemann Bach (1710–1784), Komponist, Organist
- Johannes Baltzer (* 1933), Jurist
- Karl Bär (1901–1946), Grünlandwissenschaftler
- Klaus Barckow (* 1936), Bibliothekar
- Curt von Bardeleben (1861–1924), Schachspieler, Journalist
- Adolf Bartels (1862–1945), Schriftsteller, Literaturkritiker
- Anja Barth (* 1979), Schauspielerin
- Paul Barth (1889–1965), Cellist, Konzertmeister
- Ugi Battenberg (1879–1957), Maler (studierte in Weimar)
- August Baudert (1860–1942), Politiker
- Gerhard Baumgärtel (1931–1997), Politiker
- Waldemar von Baußnern (1866–1931), Komponist, Musikpädagoge
- Ludwig Bechstein (1801–1860), Schriftsteller, Sammler von Sagen
- Max Beckmann (1884–1950), Maler, Graphiker, Bildhauer und Autor (besuchte die Weimarer Kunstschule)
- Minna Beckmann-Tube (1881–1964), Malerin und Opernsängerin, 1. Ehefrau von Max Beckmann
- Marcus Behmer (1879–1958), Buchkünstler, Illustrator
- Fritz Behr (1881–1974), Oberbürgermeister
- Wolfgang Benkert (* 1951), Fußballtorhüter
- Gerhard Benkowitz (1923–1955), arbeitete in der Stadtverwaltung und als Lehrer; hingerichtet als Mitglied der Kampfgruppe gegen Unmenschlichkeit
- Fritz Bennewitz (1926–1995), Regisseur
- Golo Berg (* 1968), Dirigent
- Michael Berg (1938–2019), Musiker, Musikwissenschaftler
- Sibylle Berg (* 1962), Schriftstellerin
- Karl Bergfeld (1811–1896), Jurist, Beamter und Politiker
- Bernhard von Sachsen-Weimar (1604–1639), Landgraf, Feldherr
- Friedrich Justin Bertuch (1747–1822), Verleger, Mäzen
- Alma Bestvater (* 1996), Sportkletterin
- Klaus G. Beyer (1922–2007), Fotograf
- Anna Blässe (* 1987), Fußballspielerin
- Johann Jacob Böber (1746–1820), Lehrer, wirklicher Etatsrat, Naturforscher, Forschungsreisender, Entomologe und Botaniker
- Arnold Böcklin (1827–1901), Maler
- Wilhelm Bode (1862–1922), Schriftsteller, Goethezeit-Forscher
- Alfred Bohl (1909–1989), Schauspieler und Synchronsprecher
- Baldur Böhme (1932–2008), Komponist, Dirigent und Hochschullehrer
- Paul von Bojanowski (1834–1915), Bibliotheksdirektor, Hofrat
- Helene Börner (1867–1962), Weberin, Werkmeisterin des Bauhauses Weimar
- Julian Börner (* 1991), Fußballspieler
- Karl August Böttiger (1760–1835), Philologe, Archäologe
- Stefan Brandt (* 1976), Kulturmanager
- Richard Brehme (1826–1887), Arzt und Landtagsabgeordneter im Herzogtum Sachsen-Weimar-Eisenach
- Melitta Brönner (* 1943), Archäologin
- Hans Bronsart von Schellendorf (1830–1913), Komponist, Pianist, Theaterintendant
- Christian Brück (1517/18–1567), Politiker und sächsischer Kanzler
- Johann Wilhelm Christian Brühl (1757–1806), Mediziner und Hochschullehrer an der Universität Marburg
- Adolf Brütt (1855–1939), Bildhauer
- Lothar-Günther Buchheim (1918–2007), Maler, Kriegsberichterstatter bei der Kriegsmarine, Schriftsteller, Kunstsammler
- Axel Buether (* 1967), Medienwissenschaftler, Wahrnehmungspsychologe und Architekt
- Heinrich Reichsgraf von Bünau (1697–1762), Historiker, Politiker, Diplomat
- Franz Burchart (1503–1560), Gelehrter, Politiker
- Friedrich Carl Büttner (1743–1822), Jurist und sachsen-weimarischer Geheimer Kammerrat in Weimar
- Kirsten Butzke (* 1974), Verwaltungsjuristin

### C
- Arnold Callmann (1850–unbekannt), jüdischer Bankier
- Conrad Cappi (1878–1964), Schauspieler
- Johann Cilenšek (1913–1998), Komponist, Musikpädagoge
- Bernhard Conrad (* 1981), Schauspieler
- Peter Cornelius (1824–1874), Komponist, Dichter
- Clemens Wenzeslaus Coudray (1775–1845), Architekt
- Heiko Cramer (* 1971), Fußballspieler
- Lucas Cranach der Ältere (1472–1553), Maler
- Lucas Cranach der Jüngere (1515–1586), Maler

### D
- Johann Traugott Leberecht Danz (1769–1851), lutherischer Kirchenhistoriker und Theologe
- Vasilios Dedidis (* 2000), griechischer Fußballspieler
- Werner Deetjen (1877–1939), Bibliotheksdirektor
- Rosemarie Deibel (1936–2012), Schauspielerin
- Hellmuth Dempe (1904–1990), Philosoph und Sprachwissenschaftler
- Determann, Walter (1989–1960), Maler
- Ernst Devrient (1873–1948), Staatsarchivar und Genealoge
- Erich Dieckmann (1896–1944), Bauhaus-Möbeldesigner, Architekt, Tischler und Hochschullehrer
- Christian Wilhelm Ernst Dietrich (1712–1774), Maler, Kupferstecher
- Karl Dietrich (1927–2014), Komponist und Professor für Komposition an der Hochschule für Musik „Franz Liszt“ Weimar
- Marlene Dietrich (1901–1992), Schauspielerin und Sängerin (studierte in Weimar)
- Artur Dinter (1876–1948), Autor, erster Landesleiter [Gauleiter] in Thüringen
- Steffen Dittes (* 1973), deutscher Politiker
- Dirk Donath (* 1961), Architekt, Hochschullehrer
- Adolf von Donndorf (1835–1916), Bildhauer, Stifter des Donndorf-Museums in Weimar
- Amalie von Donop (1818–1882), Schriftstellerin
- Felix Draeseke (1835–1913), Komponist, wirkte zwischen 1852 und 1862 in Weimar
- Stefanie Dreyer (* 1982), Musikerin
- Ruprecht Düll (1931–2014), Botaniker

### E
- Hans Eberling (1905–1982), Holzbildhauer, SAJ-Funktionär, Parteisekretär (SPD), Gewerkschaftssekretär (FDGB) und Parteisekretär (SED)
- Willy Eberling (1902–1974), Parteifunktionär (SPD/KPD/SED) und Vorsitzender der Thüringer Landeskommission für staatliche Kontrolle
- Carl Eberwein (1786–1868), Dirigent
- Johannes Eccard (1553–1611), Sänger der Hofkapelle
- Dieter Eckardt (1938–2018), Germanist und Museumsdirektor
- Johann Peter Eckermann (1792–1854), Dichter, Freund Goethes
- Karl Eckermann (1834–1891), Taufname Johann Friedrich Wolfgang, Sohn Johann Peter Eckermanns, Kunstmaler, bes. Landschaftsmaler
- Arne Effenberger (* 1942), Archäologe
- Leonhard von und zu Egloffstein (1815–1900), Generalmajor
- Paul Walter Ehrhardt (1872–1959), Maler
- Eleonore Sophie von Sachsen-Weimar (1660–1687), Prinzessin von Sachsen-Weimar, Herzogin von Sachsen-Merseburg-Lauchstädt
- Gottlieb Elster (1867–1917), Bildhauer
- Ella Endlich (* 1984), Sängerin
- Richard Engelmann (1868–1966), Steinbildhauer, Professor
- Otto Erler (1872–1943), Dramatiker
- Christian Ermer (1786–1855), Kupferstecher
- Andreas Ernemann (1947–2023), Jurist und Richter am Bundesgerichtshof
- Paul Ernst (1866–1933), Schriftsteller, Journalist
- Ernst August I. (1688–1748), Großherzog
- Eroc (* 1951), Musiker und Musikproduzent
- Friedrich von Esebeck (1870–1951), General der Infanterie
- Christian Ewald (* 1949), Grafiker und Verleger (Katzengraben-Presse)

### F
- Johannes Daniel Falk (1768–1826), Theologe
- Rosalie Falk (1803–1879), Schriftstellerin und Pädagogin
- Marga Faulstich (1915–1998), Chemikerin
- Lyonel Feininger (1871–1956), Maler
- Carl Ludwig Fernow (1763–1808), Kunstkenner, Bibliothekar der Herzogin Anna Amalia
- Peter Finger (* 1954), Gitarrist
- Fritz Fink (1893–1945), Buchhändler, Verleger, Schriftsteller
- Curt Fischer (1901 – nach 1945), Politiker (NSDAP)
- Evelyn Fischer (* 1964), Sängerin und Moderatorin
- Friedhold Fleischhauer (1834–1896), Violinist und Konzertmeister in Meiningen
- Heinzz Flottran (* 1965), Maler, Bildhauer und Grafiker
- Elisabeth Förster-Nietzsche (1846–1935), Schwester Friedrich Nietzsches
- Otto Francke (1855–1930), Lehrer, Germanist und Philologe
- Paul Francke (* um 1537–1615), Baudirektor in Diensten der Herzöge von Braunschweig-Lüneburg
- Holger Franke (* 1942), Schauspieler, Autor und Regisseur
- Ludwig Gottlieb Friedrich Franke (1805–1871), Philologe, Lehrer und Rektor
- Peter Franz (* 1941), Autor
- Ute Freudenberg (* 1956), Sängerin
- Caspar David Friedrich (1774–1840), Maler
- Evelyn Fuchs (1957–2011), Schauspielerin und Regisseurin
- Uli Fuchs (* 1943), Fotograf, Grafik-Designer und Jazzkritiker
- Louis Fürnberg (1909–1957), Dichter

### G
- Uzi Gal (Gotthard Glas) (1923–2002), Waffentechniker
- Lutz Gebhardt (1952–2024), Verleger
- Margarethe Geibel (1876–1955), Grafikerin
- Lennart Geibert (* 1997), Politiker (CDU) und Mitglied des Thüringer Landtages
- Hans-Friedrich Geist (1901–1978), deutscher Zeichner, Autor und Kunsterzieher
- Wilhelm Gerhard (1780–1858), Kaufmann, Dramaturg und Lyriker
- August Gotthilf Gernhard (1771–1845), Pädagoge und Philologe
- Ernst Christian August von Gersdorff (1781–1852), Diplomat
- Ottmar Gerster (1897–1969), Komponist, Musikpädagoge
- Karl Gierke (1900–1978), Politiker (CDU)
- Hans Basilius von Gleichenstein (1671–1747), Jurist, Staatsmann und Genealoge
- Luise von Göchhausen (1752–1807), Hofdame
- Matthias Goerne (* 1967), Sänger
- August von Goethe (1789–1830), Sohn Johann Wolfgang von Goethes
- Christiane von Goethe (1765–1816), Ehefrau Johann Wolfgang von Goethes
- Johann Wolfgang von Goethe (1749–1832), Dichter, Naturforscher, Politiker
- Ottilie von Goethe (1796–1872), Ehefrau von August von Goethe
- Theodor Maximilian Georg Goetz (1779–1853), Maler, Zeichner und Kupferstecher
- Helmut Göschel (* 1944), Politiker, Landtagsabgeordneter in Baden-Württemberg von 1987 bis 2006
- Alexander Wilhelm Gottschalg (1827–1908), Organist
- Johann Sebastian Gottschalg, (1722–1793), Oberhofprediger
- Alfred Götze (1865–1948), Prähistoriker
- Auguste Götze (1840–1908), Schauspielerin, Sängerin und Schriftstellerin
- Franz Götze (1859–1934), Theaterkapellmeister und Komponist
- Johann Nikolaus Conrad Götze (1791–1861), Musikdirektor und Komponist in Weimar
- Karl Götze (1836–1887), Komponist und Theaterkapellmeister
- Heinrich Conrad Le Goullon (1801–1883), Arzt
- Hans Gerhard Gräf (1864–1942), Goethe-Forscher
- Johann Ernst Greding (1676–1748), evangelischer Theologe und Kirchenlieddichter
- Max Greil (1877–1939), Pädagoge, Bildungsreformer, Thüringer Volksbildungsminister (USPD/SPD)
- Constanze Grobe (1877–nach 1923), Schauspielerin
- Kurt Grohmann (1928–1974), Bildhauer
- Walter Gropius (1883–1969), Architekt
- Rudolf Gabriel von Gross (1822–1907), Jurist, Politiker und Publizist
- Julius Grosse (1828–1902), Schriftsteller, Theaterkritiker
- Ulrike Grosse-Röthig(* 1980),  Juristin und Politikerin
- Gertrud Grunow (1870–1944), Sängerin, Pianistin
- Gerhard Gundermann (1955–1998), Liedermacher
- Marie Gutheil-Schoder (1874–1935), Opernsängerin

### H
- Georg Haar (1887–1945), Stifter, Notar
- Egon von Haber (1875–1939), Jurist und Landrat des Kreises Anklam
- Theodor Hackspan (1607–1659), Orientalist, Theologe und Hochschullehrer
- Reinhard Hahn (* 1952), Altgermanist
- Padmé Hamdemir (* 2008), Schauspielerin
- Johann Gottlob Hanschmann (1804–1858), Direktor der Bürgerschule und Seminarinspektor in Weimar
- Günther Hänse (1928–2004), Germanist und Heimatforscher
- Ernst Hardt (1876–1947), Dichter, Theaterleiter
- Robert Härtel (1831–1894), Bildhauer
- Thomas Hartung (1970–2024), Politiker (SPD), MdL
- Reinhardt Ferdinand Albert Has (1850–1940), Architekt und Stadtbaumeister
- Johann Gottfried Hasse (1759–1806), Theologe, Orientalist und Hochschullehrer
- Reinhard Hauke (* 1953), Bischof
- Franz Havemann (* 1933), Bühnenbildner
- Friedrich Hebbel (1813–1863), Dichter
- Christian Hecht (* 1965), Kunsthistoriker
- Bernhard Hecker (1939–2022), Autor und Journalist
- Jutta Hecker (1904–2002), Autorin
- Emil Heerwagen (1857–1935), Orgelbauer
- Walter Hege (1893–1955), Fotograf, Maler
- Manfred Heine (1932–2019), Schauspieler, Regisseur und Pädagoge
- Louis Held (1851–1927), Foto- und Filmpionier, Reportagefotograf
- Wolfgang Held (1930–2014), Schriftsteller
- Georg Caspar Helmershausen (1654–1716), Kaufmann
- Matthias Henkel (1962–2020), Schauspieler
- Gustav Herbst (1809–1881),  Geometer, Geologe und Fossiliensammler, Meister vom Stuhl einer Freimaurerloge in Weimar
- Emil Ernst Gottfried von Herder (1783–1855), königlich-bayerischer Forst- und Regierungsrat
- Johann Gottfried Herder (1744–1803), Philosoph, Dichter
- Karl Emil Adelbert von Herder (1779–1857), Gutsbesitzer und Landwirt in Bayern
- Marie Henriette Caroline von Herder, geb. Schmidt (1775–1837), Ehefrau von Gottfried von Herder, Schwiegertochter von Johann Gottfried Herder
- Natalie von Herder (1802–1871), Schriftstellerin
- Emil Herfurth (1887–1951), Politiker, Schriftsteller
- Martin Hermann (* 1949), Mathematiker und Hochschullehrer
- Hans Peter Herrmann (1929–2025), Germanist und Professor
- Monika Hetterle (* 1940), Schauspielerin
- Otto Hetzer (1846–1911), Zimmerer, Erfinder und Unternehmer
- Wilhelm Heupke (1898–1977), Arzt und Ernährungswissenschaftler
- Karl Eduard Heusner (1843–1891), Vizeadmiral der Kaiserlichen deutschen Marine und Staatssekretär des Reichsmarineamtes; starb in Weimar
- Reinhart Hevicke (1949–2021), Künstler, Kunstmaler, auch tätig als Buchillustrator
- Nicolaus-Johannes Heyse (* 1974), Bühnenbildner, Kostümbildner und Grafiker
- Theodor Hiepe (1929–2022), deutscher Tierarzt und Parasitologe
- Michael von Hintzenstern (* 1956), Musiker, Komponist, Autor und Journalist
- Ludwig Hirschfeld-Mack (1893–1965), Maler, „Farblicht-Musiker“
- Johann Friedrich Hirt (1719–1783), Theologe und Orientalist
- Gerhard Hoffmann (1887–1939), Biologe, Sozial- und Kulturwissenschaftler, Schriftsteller und Verleger
- Johann Wilhelm Hoffmann (1777–1859), Verleger und Buchhändler
- Franz Hoffmann-Fallersleben (1855–1927), Maler
- Ludwig von Hofmann (1861–1945), Maler
- Robert Hohlbaum (1886–1955), Schriftsteller, Bibliotheksdirektor
- Wolfgang Hohlbein (* 1953), Schriftsteller
- Horst Holinski (* 1936), Maler
- Helmut Holtzhauer (1912–1973), Funktionär, Museologe, Autor und Herausgeber
- John Horrocks (1816–1881), Schriftsteller, Sportfischer
- Klaus Hortschansky (1935–2016), Musikwissenschaftler und Hochschullehrer
- Dominique Horwitz (* 1957), Schauspieler, Sänger
- Ulrich Hoyer (1938–2020), Philosoph
- Franz Hübotter (1881 1967), Arzt, Sinologe und Medizinhistoriker
- Christoph Wilhelm Hufeland (1762–1836), Mediziner
- Eduard Hufeland (1790–1840), preußischer Landrat und Arzt
- Friedrich Hufeland (1774–1839), Mediziner, unter anderem Stadtphysikus in Weimar
- Carl Hummel (1821–1906), Maler, Professor an der Großherzoglich-Sächsischen Kunstschule
- Johann Nepomuk Hummel (1778–1837), Komponist, Pianist, Kapellmeister
- Andrea Hanna Hünniger (* 1984), Schriftstellerin, Journalistin
- Johannes Hunnius (1852–1943), Jurist und Politiker, Sachsen-Weimar-Eisenacher Finanzminister; war viele Jahre im Gemeinderat bzw. im Stadtrat von Weimar tätig
- Bettina Hürlimann (1909–1983), deutsch-schweizerische Kinderbuchautorin und Verlegerin
- Wolfram Huschke (* 1946), Musikwissenschaftler und Hochschullehrer
- Wolfram Huschke (* 1964), Cellist
- Franz Huth (1876–1970), Maler
- Carl Georg Theodor Hütter (1807–1883), Maler, Bildhauer und Stukkateur

### I
- Georg Ilberg (1862–1942), Psychiater
- Amalie von Imhoff (1776–1831), Schriftstellerin
- Johannes Itten (1888–1967), Maler

### J
- Heinrich Jäde (1815–1873), Kinderbuchautor und Journalist
- Horst Jährling (1922–2013), deutscher Künstler, Maler, Graphiker, Architektur-Restaurator, Kunstpädagoge, Hochschullehrer und Glocken-Gestalter sowie -Ritzzeichner, Träger des Weimar-Preises 1997
- Christian Joseph Jagemann (1735–1804), Gelehrter, Hofbeamter
- Karoline Jagemann (1777–1848), Schauspielerin und Sängerin, Tochter von Christian Joseph und Geliebte des Großherzogs Karl August von Sachsen-Weimar
- Ferdinand Jagemann (1780–1820), Sohn von Christian Joseph, Maler, schuf u. a. auch von Goethe Bildnisse
- Nikolaus Jagenteufel (1526–1583), lutherischer Theologe und Pädagoge
- Denis Jäpel (* 1998), Fußballspieler
- Louis Jungmann (1832–1892), Komponist, Pianist und Musikpädagoge

### K
- Hans-Dietrich Kahlke (1924–2017), Archäologe und Paläontologe
- Paul Kaiser (1915–2005), Museologe
- Wolf von Kalckreuth (1887–1906), Dichter und Übersetzer
- Heinz Peter Kämmerer (1927–2017), Chirurg
- Wassily Kandinsky (1866–1944), Maler
- Andrei Walerjewitsch Kartapolow (* 1963), russischer General
- Gerhard Keiderling (1937–2017), Historiker
- Friedrich von Kessinger (1866–1946), Generalmajor
- Harry Graf Kessler (1868–1937), Kunstmäzen, Literat, Diplomat
- Elise von Keudell (1867–1952), Oberlehrerin, Bibliographin
- Manfred Kiedorf (1936–2015), Bühnenbildner, Illustrator und Miniaturist
- Gustav Kiepenheuer (1880–1949), Verleger und Verlagsgründer
- Noa Kiepenheuer (1893–1971), Verlegerin, Herausgeberin
- Laura Kiontke (* 1989), Fußballtorhüterin
- Martin Kirchner  (* 1949), Kirchenjurist und Politiker
- Wulf Kirsten (1934–2022), Dichter
- Martin Gottlieb Klauer (1742–1801), Hofbildhauer
- Paul Klee (1879–1940), Maler
- Paula Edda Klein (* 1995), Schauspielerin
- Walther Klemm (1883–1957), Kunstmaler, Buchillustrator, Professor
- Gerhard Knabe (1936–2005), Maler und Grafiker
- Karl Ludwig von Knebel (1744–1834), Hofbeamter
- Max Koecher (1924–1990), Mathematiker, Professor
- Fritz Koerner (1893–1959), Geograph und Hochschullehrer
- Ernst Friedrich Köhler (1788–1851), Hofprediger und Generalsuperintendent
- Johannes Ernst Köhler (1910–1990), Organist
- Reinhold Köhler (1830–1892), Literaturhistoriker und Bibliothekar in Weimar
- Hans-Georg Kolbe (1925–2005), Althistoriker und Epigraphiker
- Thomas Koppe (* 1973), Songwriter und Kinderliedermacher
- Juliane Korén (1951–2018), Schauspielerin
- Friedrich Körner (1778–1847), Universitäts- und Hofmechaniker, Privatdozent
- Johann Gottfried Körner (1726–1785), evangelischer Theologe, Superintendent und Hochschullehrer
- Bernd Köstering (* 1954), Schriftsteller
- Siegfried Kötscher (1886–1954), Maler und Graphiker
- August von Kotzebue (1761–1819), Dramatiker
- Gisela Kraft (1936–2010), Dichterin, Schriftstellerin, Islamwissenschaftlerin
- Günther Kraft (1907–1977), Musikwissenschaftler und Hochschullehrer
- Thomas Kralinski (* 1972), Politik- und Osteuropawissenschaftler, Volkswirtschaftler, politischer Beamter und Politiker (SPD)
- Stephanie Krämer (* 1990), Fußballspielerin
- Erich Kranz (1929–1999), evangelischer Pfarrer der Jakobskirche (1977–1994) und Ehrenbürger der Stadt
- Peter Detlef Krause (* 1964), Politiker
- Robert Krausse (1834–1903), Maler und Aquarellist
- Reinhard Krebs (* 1959), Politiker
- Herbert Kroemer (1928–2024), Physiker, Nobelpreisträger
- Gottfried Heinrich Krohne (1703–1756), Architekt
- Eckart Krumbholz (1937–1994), Schriftsteller
- Jan Kummer (* 1965), Bildender Künstler und Musiker
- Karl Kuhn (1840–1907), Jurist, Schriftsteller und Goethe-Forscher
- Alfred von Kühne (1853–1945), preußischer General der Kavallerie

### L
- Katherina Lange (* 1963), Schauspielerin
- Burkhard Lasch (* 1940), Kulturmanager und Liedtexter
- Fritz Lattke (1895–1980), Maler
- Robert Lehniger (* 1974), Regisseur und Videokünstler
- Joachim Leibiger (* 1953), Thüringer Landesbeauftragter für Menschen mit Behinderungen
- Wolf-Günter Leidel (* 1949), Komponist, Hochschullehrer
- Franz von Lenbach (1836–1904), Maler
- Gustav Lewin (1869–1938), Musikpädagoge, Dirigent, Komponist
- Franz Lichtenstein (1852–1884), Germanist und Hochschullehrer
- August Lieber (1828–1850), Maler und Radierer
- Christine Lieberknecht (* 1958), deutsche CDU-Politikerin und Ministerpräsidentin des Freistaates Thüringen
- Max Liebermann (1847–1935), Maler und Grafiker des deutschen Impressionismus
- Kurt Lindig (1898–1957), Präparator
- Karl Linzen (1874–1939), Jurist und Schriftsteller
- Maik Lippert (* 1966), Autor, erster Weimarer Stadtschreiber (2007/2008)
- Franz Liszt (1811–1886), Komponist, Pianist, Kapellmeister
- Johann Christian Lobe (1797–1881), Komponist, Musiktheoretiker
- Christoff Loeber (1511–1593), Bürgermeister in Weimar
- Christoph Heinrich Löber (1634–1705), Pastor und Superintendent
- Johann Christoph Lorber (1645–1722), Jurist und Schriftsteller
- Elinor Lüdde (* 1983), Schauspielerin
- Herbert Lungwitz (1913–1992), Bildhauer
- Martin Luther (1483–1546), theologischer Urheber der Reformation; verweilte und predigte zwischen 1518 und 1540 auch des Öfteren in Weimar
- Anke Lutz (* 1970), Schachspielerin

### M
- Christiane Maaß (* 1971), Sprachwissenschaftlerin und Hochschullehrerin
- Fritz Mackensen (1866–1953), Maler
- Karl Magdlung (1896–1963), Schirmfabrikant
- Holger Mahlich (* 1945), Schauspieler, Hörspielsprecher und Synchronsprecher
- Hans von Mangoldt (1854–1925), Rektor der RWTH Aachen
- Gerhard Marcks (1889–1981), Bildhauer
- Arnold Mardersteig (1898–1988), Fregattenkapitän der Wehrmacht, Kunsthistoriker und Journalist
- Giovanni Mardersteig (1892–1977), Typograf, Verleger, Buchgestalter
- Georg Mardersteig (1864–1943), Jurist
- Horst de Marées (1896–1988), deutscher Maler
- Franz Markau (1881–1968), Kunstmaler, Professor
- Friedrich Martin (1888–1931), Stadtorganist, Musikpädagoge
- Iris Martin-Gehl (* 1956), Juristin und Politikerin
- Manfred Matuschewski (* 1939), Leichtathlet und Olympiateilnehmer
- Volker Mauersberger (1939–2021), Journalist und Buchautor
- Rudolf Menge (1845–1912), Gymnasiallehrer und klassischer Philologe
- Arno Metzeroth (1871–1937), Maler, Grafiker und Illustrator
- Bernhard Metzeroth (1813–1848), Kupferstecher
- Gustav Metzeroth (1809–1867), Kupferstecher
- Fritz Meyen (1902–1974), Skandinavist und Bibliotheksdirektor
- Otto Michaelis (1875–1949), Hymnologe, Theologe und Publizist
- Paul Michaelis (1914–2005), Maler, Graphiker
- Babette Michel (* 1965), Hörfunk-Musikjournalistin
- Bernhard Michel (* 1939), Maler und Grafiker, geboren in Weimar
- Hans Michel (1920–1996), Grafiker, Plakatkünstler
- Horst Michel (1904–1989), Form- und Produktgestalter, Professor an der Hochschule für Architektur und Bauwesen Weimar
- Adam Mickiewicz (1798–1855), Dichter
- Johann Martin Mieding (1725–1782), Hoftischler
- Arend Mihm (1936–2023), Germanist
- Franz von Milde (1855–1929), Sänger und Gesangsprofessor
- Natalie von Milde (1850–1906), Schriftstellerin, Frauenrechtlerin
- Rosa von Milde, geboren als Rosa Agthe (1827–1906), Opernsängerin und Gesangspädagogin
- Otto Minkert (1845–1900), Architekt
- László Moholy-Nagy (1895–1946), Maler
- Dirk Möller (* 1961), Politiker (Die Linke), Abgeordneter des Thüringer Landtags
- Frank Möller (* 1970), Judoka und Trainer
- Leonhard Moog (1882–1962), Politiker DDP, Stadtverordneter, Thüringer Finanzminister, Gründungsmitglied und Vorsitzender der LDPD
- Helene Morgner (1898–1980), verh. Weissig, Sopranistin
- Constanze Moser-Scandolo (* 1965), Weltmeisterin im Eisschnelllauf
- Johann Anton Möslein (1800–1854), Großherzoglicher Leibjäger, Revierförster
- Paul Möslein (1883–1968), Nationalökonom, Journalist, Landtagsstenograph
- Georg Muche (1895–1987), Maler, Graphiker
- Armin Müller (1928–2005), Schriftsteller und Maler
- Friedrich von Müller (1779–1849), Politiker, Freund Goethes
- Karl Gotthelf Müller (1717–1760), Rhetoriker, Dichter und lutherischer Theologe
- Johann Christian Wilhelm Müller (1754–1806), Garnisons- und Hofmedicus in Weimar
- Moritz Müller (1806–1886), evangelischer Theologe und Schriftsteller
- Sonja Müller (* 1923), Pädagogin und Parteifunktionärin (SED)
- Carl Müllerhartung (1834–1908), Musikpädagoge
- Helmut Müller-Lankow (1928–2006), Schauspieler, Synchron- und Hörspielsprecher
- Wolfgang Müller-Lauter (1924–2001), Philosoph und Hochschullehrer
- Edvard Munch (1863–1944), norwegischer Maler und Grafiker (lebte 1904–1906 auch in Weimar)
- Ernst Friedemann von Münchhausen (1724–1784), Politiker, Richter, kurzzeitig preußischer Justizminister
- Johann Karl August Musäus (1735–1787), Schriftsteller, Literaturkritiker

### N
- Kurt Nehrling (1899–1943), Politiker
- Ernst Neufert (1900–1986), Architekt, Baunormierer
- Thomas Neumann (1937–2002), Soziologe und Publizist
- Viktor Neumann (1868–1922), Jurist, Ministerialbeamter und Landtagsabgeordneter
- Friedrich Nietzsche (1844–1900), Philosoph

### O
- Max Oehler (1881–1943), Landschaftsmaler
- Max Oehler (1875–1946), Major a. D., Nietzsche-Archivar
- Wolfgang von Oettingen (1859–1943), Kunsthistoriker und Germanist
- Marc-Alexander Ohlow (* 1968), Leitender Oberarzt der Kardiologie am SRH Wald-Klinikum Gera
- Lorenz Oken (1779–1851), Mediziner, Naturforscher
- Alexander Olbricht (1876–1942), Maler
- Hans Olde (1855–1917), Maler
- Johann Siegmund von Oppel (1730–1798), Direktor der Sachsen-Weimarischen Landschaftskasse
- Walter Ortlepp (1900–1971), SS-Brigadeführer, Polizeipräsident von Weimar, Innenminister von Thüringen
- Friedrich Gotthilf Osann (1794–1858), deutscher Altphilologe
- Andreas Oswald (1634–1665), Organist und Komponist

### P
- Otto Paetz (1914–2006), Kunstmaler, Graphiker
- Therese Paris (1868–1942), Kinder- und Jugendbuchautorin und Essayistin
- Jean Paul (1763–1825), Schriftsteller
- Arnold Paulssen (1864–1942), Politiker
- Hans Constantin Paulssen (1892–1984), Industrieller
- Maria Pawlowna (1786–1859), Großherzogin
- Ludwig Pfeiffer (Mediziner, 1842), Mediziner
- Ernst Pfeiffer (1870–1933), Arzt und Förderer der Wissenschaften
- Detlef Pollack (* 1955), Soziologe
- Eberhard Ponndorf (1897–1980), Politiker (NSDAP)
- Bernhard Porst (1857–1926), Kapellmeister und Musikpädagoge
- Ingrid Poss (1939–2019), Journalistin und Filmregisseurin
- Friedrich Preller der Ältere (1804–1878), Maler, Professor an der Fürstlichen freien Zeichenschule
- Friedrich Preller der Jüngere (1838–1901), Landschafts- und Marinemaler
- Louis Preller (1822–1901), Landschafts- und Marinemaler, Illustrator; lebte von 1870 bis 1901 in Weimar, Erbauer des „Prellerhauses“

### Q
- Heinz Quitt (1928–2021), im heutigen Stadtteil Tröbsdorf geborener Forstingenieur und Naturschützer

### R
- Peter Raabe (1872–1945), Dirigent, Musikwissenschaftler
- Kurt Rasch (1902–1986), Komponist, Musikpädagoge und Tonmeister
- Wolfgang Ratke (auch Ratichius) (1571–1635), Pädagoge und Schulreformer
- Edwin Redslob (1884–1973), Reichskunstwart, Rektor der FU Berlin, Schriftsteller
- Carl Reichenbecher (1852–1904), Baumeister, Architekt und Baurat in Weimar
- Lorenz Reinhard (1700–1752), lutherischer Theologe, Geistlicher und Gymnasiallehrer in Weimar
- Carl Leonhard Reinhold (1757–1823), Philosoph
- Martha Remmert (1853–1941), im europäischen Raum bekannte Weimarer Hofpianistin
- Johann Heinrich Siegmund Rentsch (1757–1803), Oberbürgermeister der Stadt Weimar
- Johann Ernst Rentzsch (der Jüngere)  (1693–1767), Hofmaler
- Christian Richter (1655–1722), Baumeister
- Wilhelm Richter (1626–1702), sachsen-weimarischer Hofmaler
- Friedrich Wilhelm Riemer (1774–1845), Philologe, Oberbibliothekar
- Heinz Rieter (* 1937), Ökonom, Historiker der Wirtschaftswissenschaften und Hochschullehrer
- Christian Rohlfs (1849–1938), Maler des Impressionismus und vor allem des Expressionismus
- Johann Friedrich Röhr (1777–1848), Theologe
- Christian Romstet (1640–1721), Kupferstecher
- Alexander Rost (1816–1875), Schriftsteller
- Herwarth Röttgen (* 1931), Kunsthistoriker
- Georg Gottfried Rudolph (1778–1840), Diener und Privatsekretär von Friedrich Schiller
- Carl Günther Ruland (1874–1962), Rechtsanwalt und Politiker

### S
- Walter Sachs (* 1954), Bildhauer, Graphiker und Maler
- Friedrich von Sachsen-Weimar (1640–1656), Prinz des Hauses Sachsen-Weimar
- Till Sailer (* 1942), Schriftsteller
- Hans Salzmann (1900–1973), Maler und Grafiker
- Fritz Sauckel (1894–1946), NSDAP-Gauleiter, Kriegsverbrecher
- Dirk Schaal (* 1970), Wirtschaftshistoriker und Hochschullehrer
- Ernst Schäfer (1916–2002), Fotograf
- Hermann Schaeffer (1824–1900), Physiker, Mathematiker und Astronom, Professor an der Universität Jena
- Jakob Schaffner (1875–1944), Schriftsteller
- Eduard Scheidemantel (1862–1945), Germanist
- Hermann Scheidemantel (1872–1935), Philosoph und Autor
- Karl Scheidemantel (1859–1923), Opernsänger
- Ernst Ludwig Schellenberg (1883–1964), Schriftsteller
- Ernst Viktor Schellenberg (1827–1896), Geheimer Hofrat
- Peter Schenk (1938–2017), Politiker
- Wolfgang Schikowski (1938–2022), Brigadegeneral
- Friedrich Schiller (1759–1805), Dichter, Historiker, Philosoph
- Carl Baily Norris von Schirach (1873–1948), Intendant des Großherzoglichen Hoftheaters Weimar 1909–1918
- Baldur von Schirach (1907–1974), NS-Politiker, Reichsjugendführer
- Kathrin Schirmer (1960–2017), Schlagersängerin und Hörfunkjournalistin
- Hubert Schirneck (* 1962), Schriftsteller
- Johannes Schlaf (1862–1941), Schriftsteller
- Oskar Schlemmer (1888–1943), Maler, Bildhauer
- Torsten Schlüter (* 1959), Maler, Autor
- Karl Ernst Schmid (1774–1852), Rechtswissenschaftler
- Klaus Schmid-Burgk (1913–1984), Jurist und Politiker, Mitglied des Bundestages
- Max Schmid-Burgk (1860–1925), Kunsthistoriker
- Adam Schmidt (1908–1990), Mathematiker und Hochschullehrer
- Eleonore Schmidt-Herrling (1877–1960), Bibliothekarin, Heimatforscherin und Malerin
- Gustav Schmidt (1816–1882), Komponist und Kapellmeister
- Heinrich Schmidt (1779–1857), Schauspieler, Theaterdirektor, Regisseur und Schriftsteller
- Karl Georg Schmidt (1904–1940), NS-Politiker, Oberbürgermeister von Köln und NSDAP-Gauwirtschaftsberater
- Maria Schmidt (1807–1875), Schauspielerin, Opernsängerin und Harfenspielerin
- Werner Schmidt (* 1914), Kunstmaler
- Harry Schmidt-Schaller (1913–1988), Gebrauchsgrafiker, Grafiker und Maler
- Lina Schneider (1831–1909), Schriftstellerin, Literaturwissenschaftlerin und Lehrerin
- Michael Schneider (1909–1994), Organist, Chorleiter, Musikpädagoge und Musikwissenschaftler
- Thilo Schoder (* 1888 in Weimar; † 1979), Architekt
- Adele Schopenhauer (1797–1849), Tochter von Johanna, Schwester des Philosophen
- Arthur Schopenhauer (1788–1860), Philosoph
- Johanna Schopenhauer (1766–1838), Schriftstellerin, Mutter Arthur Schopenhauers
- Adelheid von Schorn (1841–1916), Schriftstellerin
- Otto Schrader (1855–1919), Sprachwissenschaftler und Hochschullehrer
- Fritz Schroeter (1882–1958), Schauspieler
- Johannes von Schröter (1513–1593), deutscher Mediziner und erster Rektor der Universität Jena
- Martina Schröter (* 1960), Ruderin, Olympiasiegerin 1988 im Doppelzweier
- Jacob Schröter der Ältere (um 1529–1612), Handelsmann und Bürgermeister in Weimar
- Jacob Schröter der Jüngere (1570–1645), sachsen-meiningischer Kanzler und Professor für Rechtswissenschaften in Jena
- Christa Schuenke (* 1948), Übersetzerin
- Gottfried Schüler (1923–1999), Maler
- Carl Adolph Schultze (1758–1818), Jurist, Bürgermeister von Weimar und Hofadvokat
- Franziska Schultze (1805–1864), Malerin und Illustratorin
- Wilhelm Heinrich Schultze (1724–1790), Oberkonsistorialrat und Waisenhaus-Direktor
- Gerd Schultze-Rhonhof (* 1939), Autor und General der Bundeswehr
- Friedrich Schulze (1881–1960), Historiker und Museumsdirektor
- Daniel Schumann (* 1977), Fußballspieler
- Heinrich Leonhard Schurzfleisch (1664–1722), Jurist, Historiker und Bibliothekar
- Konrad Samuel Schurzfleisch (1641–1708), Polyhistor, Historiker und Bibliothekar
- Carl Leberecht Schwabe (1778–1851), Bürgermeister der Stadt Weimar und Sachsen-Weimarischer Hofrat
- Carl Wilhelm Schwabe (1807–1873), Mediziner
- Friedrich Wilhelm Schwabe (1780–1842), Arzt, Geheimer Hofrat
- Johann Gottlob Samuel Schwabe (1746–1835), Pädagoge, Schulrektor
- Julius Schwabe (1821–1892), Arzt, Wegbereiter der Entwicklung Blankenburgs zum Kurort
- Wilhelm Ernst Schwabe (1775–1851), Militärjurist
- Irmgard Schwanitz (1930–1992), Architektin, Hochschullehrerin für Siedlungsplanung, Autorin, Mitglied der Deutschen Bauakademie zu Berlin
- Otto Schwarz (1900–1983), Botaniker, Hochschullehrer und Abgeordneter der Volkskammer der DDR
- Bernd Schwarzer (* 1954), Künstler, Maler
- Marie Seebach (1829–1897), Schauspielerin
- Annette Seemann (* 1959), Schriftstellerin
- Egbert Seidel (* 1958), Mediziner
- Fritz Seidenstücker (1899–1987), Kunstglaser, Widerstandskämpfer gegen den Nationalsozialismus, Landrat des Kreises Weimar und leitender Landesverwaltungsangestellter (KPD/SED)
- Arno Senfft (1864–1909), Kaiserlicher Bezirksamtmann der Westkarolinen, Palauinseln und Marianen
- Michael Siebenbrodt (* 1951), Publizist, Leiter Bauhausmuseum, Kulturdezernent
- Emmy Sonnemann (1893–1973), Schauspielerin
- Gerd Sonntag (* 1954), Künstler
- Ilse-Sibylle Stapff (1911–2007), Chronistin
- Agnes Stavenhagen (1860–1945), Sopranistin und Kammersängerin
- Luitpold Steidle (1898–1984), Offizier, Minister, Oberbürgermeister
- Charlotte von Stein (1742–1827), Hofdame, Freundin Goethes
- Gottlob Carl Wilhelm Friedrich von Stein (1765–1837), Kammerherr
- Gottlob Friedrich Konstantin von Stein (1772–1844),  Kammerassessor
- Carl Friedrich Christian Steiner (1774–1840), Architekt, herzoglicher Baubeamter
- Rudolf Steiner (1861–1925), Anthroposoph, Archivmitarbeiter in Weimar
- Paul Stolze (1874–1958), Jurist, Ministerialbeamter und Finanzminister
- Uta Störmer-Caysa (* 1957), Germanistin
- Walter Stranka (1920–1992), Lyriker, Hörspiel- und Fernsehautor
- Adolph Straube (1810–1839), Bildhauer und Medailleur
- Richard Strauss (1864–1949), Komponist und Dirigent
- Wilhelm Stumpf (1873–1926), Illustrator und Maler
- Stephan Suschke (* 1958), Theaterregisseur, Intendant und Autor
- Alexander von Szpinger (1889–1969), Maler

### T
- Otto von Taube (1879–1973), Schriftsteller, Übersetzer
- Adolph Friedrich Rudolph Temler (1766–1835), Maler und Zeichenlehrer
- Friedrich Teuscher (1791–1865), Hauslehrer, evangelischer Geistlicher, Schriftsteller und Librettist
- Klaus-Jürgen Teutschbein (* 1944), Dirigent, Musikpädagoge
- Max Thalmann (1890–1944), Kunstmaler und Buchillustrator
- Thomas Thieme (* 1948), Schauspieler
- Ludwig Alfons August von Thompson (1823–1904), sachsen-weimarischer Hauptmann, später königlich preußischer Generalmajor und zuletzt Kommandeur der 38. Infanteriebrigade
- August Thon (1839–1912), Rechtswissenschaftler
- Harry Thürk (1927–2005), Schriftsteller
- Anselm Thürwächter (* 1929), Architekt
- Wolfgang Timpel (1935–2024), Bodendenkmalpfleger und Archäologe
- Johann Gottlob Töpfer (1791–1870), Organist, Komponist und Orgelbautheoretiker
- Emely Torazza (* 2004), Schweizer Skispringerin, geboren in Weimar
- Ludwig Trauzettel (* 1951), Landschaftsarchitekt
- Bernhard Trefflich (1924–2011), Radrennfahrer
- Evelinde Trenkner (1933–2021), deutsche Pianistin und Klavierpädagogin
- Wilhelm von Trotha (1872–1928), Offizier, Journalist und Schriftsteller

### U
- Hermann Uhde-Bernays (1873–1965), Germanist und Kunsthistoriker
- Martin Unrein (1901–1972), deutscher Offizier, zuletzt Generalleutnant im Zweiten Weltkrieg
- Marcus Urban (* 1971), ehemaliger Fußballspieler

### V
- Anton Varus (1557–1637), Logiker und Mediziner
- Henry van de Velde (1863–1957), Architekt, Designer
- Hans Vent (1934–2018), Maler und Grafiker
- Rudolf Vent (1880–1948), Landschaftsmaler
- Carl Vetter (* 1949), Klang-, Licht- und Installationskünstler
- Walther Victor (1895–1971), Schriftsteller, Publizist
- Erika Vogel (1907–1998), Journalistin
- Hans Vogel (1900–ungekannt), Architekt
- Thomas Vogel (* 1965), Fußballspieler
- Bernhard Friedrich Voigt (1787–1859), Patriot, Buchhändler und Verleger
- Christian Gottlob von Voigt (1743–1819), Politiker
- Johann Karl Wilhelm Voigt (1752–1821), Geologe und Bergrat
- Christian August Vulpius (1762–1827), Schriftsteller, Schwager Goethes
- Johann Friedrich Vulpius (1725–1786), Amtsarchivar und Registrator
- Melchior Vulpius (um 1570 – 1615), Stadtkantor in Weimar
- Wolfgang Vulpius (1897–1978), Literaturwissenschaftler und Schriftsteller

### W
- Eberhard Wagner (* 1938), Mundartforscher, Mundartlyriker und Bühnenautor
- Maria Dorothea Wagner (1719–1792), Malerin und Zeichnerin
- Rainer Wagner (1951–2021), Leiter des Stadtmuseums Weimar, Autor und Philologe
- Richard Wagner (1813–1883), Komponist, Dirigent, Theaterleiter
- Hans Wahl (1885–1949), Germanist, Goethe-Forscher
- Julius Wahle (1861–1940), Literaturwissenschaftler
- Johann Gottfried Walther (1684–1748), Organist und Kapellmeister
- Heike Warnicke (* 1966), Eisschnellläuferin
- Johann Georg Weber (1687–1753), Generalsuperintendent von Sachsen-Weimar
- Karl Friedrich Weber (1794–1861), Klassischer Philologe, Hochschullehrer
- Siegfriede Weber-Dempe (1914–2011), Leichtathletin, Hürdenläuferin
- Wilhelm Ernst Weber (1790–1850), Pädagoge und Philologe
- Emil von Wedel (1886–1970), Verwaltungsbeamter
- Maria von Wedel (1855–1913), Schriftstellerin
- Dieter M. Weidenbach (* 1945), Maler und Grafiker
- Maik Weichert (* 1977), Musiker (Heaven Shall Burn) und Songschreiber
- Julian Weigel (* 2001), Fußballspieler
- Johann Christoph Gottlob Weise (1762–1840), Botaniker und Autor
- Lisa Weise (1880–1951), Schauspielerin und Sängerin
- Karl Weiß (1895–1959), Pädagoge und Gymnasialdirektor
- Richard Wetz (1875–1935), Komponist, Musikpädagoge
- Christoph Martin Wieland (1733–1813), Dichter
- Ernst von Wildenbruch (1845–1909), Dichter
- Hans Winkler (1919–2000), informeller Maler
- Georg Wislicenus (1858–1927), Marineoffizier und Marineschriftsteller
- Max Wislicenus (1861–1957), Maler und Bildwirker
- Amalie Winter (1802–1879), Schriftstellerin
- Alexander Winterberger (1834–1914), Organist, Pianist und Komponist
- Stefan Wogawa (* 1967), Journalist und Politiker
- Udo Wohlfeld, Publizist
- Ernst Wilhelm Wolf (1735–1792), Komponist, Hofkapellmeister

### Z
- Holger Zaunstöck (* 1967), Historiker
- Bernhard von Zech (1649–1720), Politiker
- Carl Zeiß (1816–1888), Gründer des Unternehmens Carl Zeiss Jena
- Hans Severus Ziegler (1893–1978), NS-Kulturpolitiker
- Gerd Zimmermann (* 1946), Architekt und Hochschullehrer
- Holger Zürch (* 1967), deutscher Journalist und Buchautor